# Prevere
El prevere (del grec πρεσβύτερος, via llatí, presbíteros que significa 'el més ancià', 'degà') és un líder religiós.

Escut d'armes genèric d'un prevere catòlic.

Sotana dels Preveres Catòlics

Hàbit Coral dels Preveres Catòlics

## Sagrada Escriptura

### A l'Antic Testament
Moisès és qui prefigura aquest personatge donant-li forma en el llibre del Pentateuc.
Els «ancians» eren un grup de líders del poble d'Israel. A l'Antic Testament els ancians prenen decisions polítiques, al llibre de Samuel, aconsellen el rei i representen la gent pel que fa a assumptes espirituals.

### Al Nou Testament
El prevere era un líder local en les congregacions cristianes que formava, juntament amb altres, un consell o govern col·legial d'ancians, seguint la tradició patriarcal jueva. La col·legiació estava al seu torn presidida per un altre ancià.

Es poden trobar les següents referències:
| «             | Designaren preveres a cada Església i després de fer oració en dejú, els encomanaren al Senyor en qui havien cregut. | » |
| — Fets 14:23. | |   |

| «            | Conforme anaven passant per les ciutats, els anaven lliurant, perquè les observessin, les decisions preses pels apòstols i preveres a Jerusalem. | » |
| — Fets 16:4. | |   |

| «                | No descuidis el carisma que hi ha en tu, que se't va comunicar per intervenció profètica mitjançant la imposició de les mans del col·legi de preveres. | » |
| — 1 Timoteu 4:14 | |   |

| «            | El motiu d'haver-te deixat a Creta fou perquè acabessis d'organitzar el que faltava i establissis preveres en cada ciutat, com et vaig ordenar. | » |
| — Titus 1:5. | |   |

## Cristianisme

### Església catòlica
A l'Església catòlica els preveres són coneguts comunament com a sacerdots o capellans. Tots dos termes en estricte rigor no són sinònims de prevere, ja que sacerdots són tant els bisbes com els preveres, i el terme capellà es refereix a qui posseeix la responsabilitat de la «cura d'ànimes» d'una parròquia, o sigui el rector.
En la teologia catòlica el presbiterat és el segon grau del sagrament de l'orde (que consisteix, precisament, en els tres graus del diaconat, presbiterat i episcopat). Per tant, els preveres són homes que han rebut el segon grau del sagrament de l'orde, el més conegut. La seva funció és celebrar l'Eucaristia i administrar els altres sagraments, excepte la confirmació i l'ordenació sacerdotal, reservats al bisbe. És a dir, poden administrar cinc sagraments. El presbiterat és el ministeri que exerceixen els membres de la jerarquia en la Pastoral: rectors, vicaris i capellans.
| «                                        | el ministeri eclesiàstic, d'institució divina, és exercit en diversos ordes per aquells que ja des d'abans s'anomenaven bisbes, preveres i diaques. Els preveres, tot i que no tenen el cim del pontificat i depenen dels bisbes en l'exercici de la seva potestat, estan, no obstant això, units amb ells en l'honor del sacerdoci i, en virtut del sagrament de l'orde, han estat consagrats com a vertaders sacerdots del Nou Testament, a imatge de Crist, summe i etern sacerdot, per a predicar l'Evangeli i pasturar els fidels i per a celebrar el culte diví. | » |
| — Constitució dogmàtica sobre l'Església | |   |

### Església ortodoxa i Església copta
En el cas de l'Església Ortodoxa i l'Església Copta, els preveres poden administrar sis dels set sagraments, sent l'excepció el sagrament de l'orde, que resta reservat als bisbes.

### Protestantisme
El protestantisme denega un sacerdoci diferent al del comú dels fidels. Això es diu «sacerdoci universal». Els preveres protestants també són denominats pastors (excepte en el mormonisme i en altres denominacions cristianes).

### Mormonisme
Per als mormons, ser prevere és un ofici en el sacerdoci menor o sacerdoci aarònic, per sobre dels oficis de diaca i de mestre però per sota de l'ofici de bisbe.